# 中韩友好城市列表
以下列出中韩友好城市的列表：
| 中国（中国大陆）与韩国友好省（道）、友好城市 |                            |                    |                |
| 序号                                         | 中国省、城市               | 韩国道、城市       | 日期           |
| 1                                            | 连云港市（江苏省）         | 木浦市（全罗南道） | 1993年7月1日   |
| 2                                            | 上海市                     | 釜山市             | 1993年8月24日  |
| 3                                            | 山东省                     | 庆尚南道           | 1993年9月8日   |
| 4                                            | 辽宁省                     | 京畿道             | 1993年10月4日  |
| 5                                            | 北京市                     | 首尔市             | 1993年10月23日 |
| 6                                            | 济南市（山东省）           | 水原市（京畿道）   | 1993年10月27日 |
| 7                                            | 青岛市（山东省）           | 大邱市             | 1993年12月4日  |
| 8                                            | 天津市                     | 仁川市             | 1993年12月7日  |
| 9                                            | 长春市（吉林省）           | 蔚山市             | 1994年3月15日  |
| 0                                            | 河北省                     | 忠清南道           | 1994年10月19日 |
| 11                                           | 江苏省                     | 全罗北道           | 1994年10月27日 |
| 12                                           | 马鞍山市（安徽省）         | 昌原市（庆尚南道） | 1994年10月27日 |
| 13                                           | 杭州市（浙江省）           | 麗水市（全罗南道） | 1994年11月1日  |
| 14                                           | 烟台市（山东省）           | 群山市（全罗北道） | 1994年11月3日  |
| 15                                           | 南京市（江苏省）           | 大田市             | 1994年11月14日 |
| 16                                           | 西安市（陕西省）           | 庆州市（庆尚北道） | 1994年11月18日 |
| 17                                           | 威海市（山东省）           | 麗水市（全罗南道） | 1995年2月27日  |
| 18                                           | 潍坊市（山东省）           | 安养市（京畿道）   | 1995年4月20日  |
| 19                                           | 海南省                     | 济州道             | 1995年10月6日  |
| 20                                           | 河南省                     | 庆尚北道           | 1995年10月23日 |
| 21                                           | 哈尔滨市（黑龙江省）       | 富川市（京畿道）   | 1995年11月28日 |
| 22                                           | 苏州市（江苏省）           | 全州市（全罗北道） | 1996年3月21日  |
| 23                                           | 胶南市（山东省）           | 庆山市（庆尚北道） | 1996年6月9日   |
| 24                                           | 黑龙江省                   | 忠清北道           | 1996年9月18日  |
| 25                                           | 广州市（广东省）           | 光州市             | 1996年10月25日 |
| 26                                           | 平顶山市（河南省）         | 安東市（庆尚北道） | 1997年4月16日  |
| 27                                           | 鞍山市（辽宁省）           | 安山市（京畿道）   | 1997年4月18日  |
| 28                                           | 泰安市（山东省）           | 泰安郡（忠清南道） | 1997年4月23日  |
| 29                                           | 普兰店市（辽宁省）         | 牙山市（忠清南道） | 1997年5月20日  |
| 30                                           | 石家庄市（河北省）         | 天安市（忠清南道） | 1997年8月26日  |
| 31                                           | 南通市（江苏省）           | 金堤市（全罗北道） | 1997年10月22日 |
| 32                                           | 桂林市（广西壮族自治区）   | 济州市（济州道）   | 1997年10月29日 |
| 33                                           | 西宁市（青海省）           | 大田市市中区       | 1997年10月31日 |
| 34                                           | 丹东市（辽宁省）           | 议政府市（京畿道） | 1997年11月27日 |
| 35                                           | 葫芦岛市（辽宁省）         | 仁川市富平区       | 1998年4月1日   |
| 36                                           | 齐齐哈尔市（黑龙江）       | 高阳市（京畿道）   | 1998年4月21日  |
| 37                                           | 吴县（江苏省）             | 荣州市（庆尚北道） | 1998年4月23日  |
| 38                                           | 浙江省                     | 全罗南道           | 1998年5月17日  |
| 39                                           | 镇江市（江苏省）           | 益山市（全罗北道） | 1998年5月17日  |
| 40                                           | 吉林省                     | 江原道             | 1998年8月22日  |
| 41                                           | 沈阳市（辽宁省）           | 城南市（京畿道）   | 1998年8月31日  |
| 42                                           | 盐城市（江苏省）           | 南原市（全罗北道） | 1998年8月31日  |
| 43                                           | 铜川市（陕西省）           | 奉化郡（庆尚北道） | 1998年9月28日  |
| 44                                           | 东港市（辽宁省）           | 仁川市西区         | 1998年10月15日 |
| 45                                           | 长沙市（湖南省）           | 龟尾市（庆尚北道） | 1998年10月19日 |
| 46                                           | 东营市（山东省）           | 三陟市（江原道）   | 1999年3月24日  |
| 47                                           | 淮阴市（江苏省）           | 完州郡（全罗北道） | 1999年4月22日  |
| 48                                           | 嘉兴市（浙江省）           | 江陵市（江原道）   | 1999年6月18日  |
| 49                                           | 常州市（江苏省）           | 南杨州市（京畿道） | 1999年9月21日  |
| 50                                           | 锦州市（辽宁省）           | 坡州郡（京畿道）   | 1999年10月24日 |
| 51                                           | 三亚市（海南省）           | 西归浦市（济州道） | 1999年11月19日 |
| 52                                           | 扬州市（江苏省）           | 龙仁市（京畿道）   | 2000年5月10日  |
| 53                                           | 郑州市（河南省）           | 晋州市（庆尚北道） | 2000年7月25日  |
| 54                                           | 北京市通州区               | 首尔市九老区       | 2000年9月15日  |
| 55                                           | 徐州市（江苏省）           | 井邑市（全罗北道） | 2000年9月27日  |
| 56                                           | 吴江市（江苏省）           | 华城市（京畿道）   | 2000年9月27日  |
| 57                                           | 泰州市（江苏省）           | 阴城郡（忠清北道） | 2000年9月27日  |
| 58                                           | 台州市（浙江省）           | 务安郡（全罗南道） | 2000年9月27日  |
| 59                                           | 武汉市（湖北省）           | 清州市（忠清北道） | 2000年10月29日 |
| 60                                           | 成都市（四川省）           | 金泉市（庆尚北道） | 2000年11月7日  |
| 61                                           | 莱州市（山东省）           | 北济州郡（济州道） | 2001年5月25日  |
| 62                                           | 聊城市（山东省）           | 宜宁郡（庆尚南道） | 2001年6月7日   |
| 63                                           | 平度市（山东省）           | 首尔市九老区       | 2001年11月1日  |
| 64                                           | 合肥市（安徽省）           | 原州市（江原道）   | 2001年11月6日  |
| 65                                           | 安国市（河北省）           | 首尔市东大门区     | 2001年12月19日 |
| 66                                           | 咸阳市（陕西省）           | 义城郡（庆尚北道） | 2002年10月17日 |
| 67                                           | 亳州市（安徽省）           | 荣州市（庆尚北道） | 2003年10月2日  |
| 68                                           | 湖州市（浙江省）           | 灵岩郡（全罗南道） | 2003年10月10日 |
| 69                                           | 广东省                     | 京畿道             | 2003年10月20日 |
| 70                                           | 临沂市（山东省）           | 镇海市（庆尚南道） | 2003年10月25日 |
| 71                                           | 池州市（安徽省）           | 求礼郡（全罗南道） | 2003年11月5日  |
| 72                                           | 北京市东城区               | 首尔市钟路区       | 2003年11月6日  |
| 73                                           | 大丰市（江苏省）           | 九里市（京畿道）   | 2003年11月26日 |
| 74                                           | 淄博市（山东省）           | 广州市（京畿道）   | 2003年12月5日  |
| 75                                           | 乌鲁木齐市（新疆）         | 乌山市（京畿道）   | 2004年4月23日  |
| 76                                           | 深圳市（广东省）           | 光阳市（全罗南道） | 2004年10月11日 |
| 77                                           | 荆州市（湖北省）           | 江陵市（江原道）   | 2004年10月19日 |
| 78                                           | 扎兰屯市（内蒙古）         | 庆山市（庆尚北道） | 2005年1月7日   |
| 79                                           | 南宁市（广西壮族自治区）   | 果川市（京畿道）   | 2005年4月18日  |
| 80                                           | 黄山市（安徽省）           | 大邱市东区         | 2005年5月9日   |
| 81                                           | 德州市（山东省）           | 始兴市（京畿道）   | 2005年5月18日  |
| 82                                           | 开封市（河南省）           | 永川市（庆尚北道） | 2005年6月15日  |
| 83                                           | 菏泽市（山东省）           | 金浦市（京畿道）   | 2005年6月28日  |
| 84                                           | 淮北市（安徽省）           | 抱川市（京畿道）   | 2005年9月5日   |
| 85                                           | 乳山市（山东省）           | 河南市（京畿道）   | 2005年10月13日 |
| 86                                           | 益阳市（湖南省）           | 南海郡（庆尚南道） | 2006年8月30日  |
| 87                                           | 珠海市（广东省）           | 水原市（京畿道）   | -              |
| 88                                           | 沧州市（河北省）           | 清原郡（忠清北道） | -              |
| 89                                           | 张家界市（湖南省）         | 河東郡（庆尚南道） | 2006年3月31日  |
| 90                                           | 井冈山市（江西省）         | 南海郡（庆尚南道） | 2006年8月30日  |
| 91                                           | 滨州市（山东省）           | 高陽市（京畿道）   | 2006年4月28日  |
| 92                                           | 自贡市（四川省）           | 固城郡（庆尚南道） | 2006年10月19日 |
| 93                                           | 重庆市                     | 仁川市             | -              |
| 94                                           | 防城港市（广西壮族自治区） | 永同郡（忠清北道） | -              |
| 95                                           | 无锡市（江苏省）           | 金海市（庆尚南道） | -              |
| 96                                           | 禹州市（河南省）           | 山清郡（庆尚南道） | -              |
| 97                                           | 银川市（宁夏）             | 庆山市（庆尚北道） | -              |
| 98                                           | 宜春市（江西省）           | 尚州市（庆尚南道） | -              |
| 99                                           | 厦门市（福建省）           | 木浦市（全罗南道） | -              |
| 100                                          | 日照市（山东省）           | 唐津市（忠清南道） | 2007年4月23日  |
| 101                                          | 广西壮族自治区             | 忠清北道           | -              |
| 102                                          | 景德镇市（江西省）         | 利川市（京畿道）   | -              |
| 103                                          | 南昌市（江西省）           | 羅州市（全罗南道） | -              |

## 资料来源参考
- 中韩友好协会网，《中韩友好城市关系统计》